# Cuhuixanath
Cuhuixanath är en ort i Mexiko.   Den ligger i kommunen Mecatlán och delstaten Veracruz, i den sydöstra delen av landet, 180 km nordost om huvudstaden Mexico City. Cuhuixanath ligger 440 meter över havet och antalet invånare är 438.
Terrängen runt Cuhuixanath är huvudsakligen kuperad, men åt nordost är den platt. Runt Cuhuixanath är det tätbefolkat, med 356 invånare per kvadratkilometer. Närmaste större samhälle är Mecatlán, 3,3 km väster om Cuhuixanath. Omgivningarna runt Cuhuixanath är en mosaik av jordbruksmark och naturlig växtlighet.